# 19197 Akasaki
19197 Akasaki è un asteroide della fascia principale. Scoperto nel 1992, presenta un'orbita caratterizzata da un semiasse maggiore pari a 3,0865359 UA e da un'eccentricità di 0,2793013, inclinata di 14,15871° rispetto all'eclittica.